# Verdronken polder
De Verdronken polder is een polder ten zuidwesten van Philippine in de Nederlandse provincie Zeeland. De polder behoort tot de Polders van Albert en Isabella.
De polder werd ingedijkt in 1848. Ze bestaat uit een deel van de Sint-Pieterspolder van 23 ha, en een deel van de Groote of Oude Sint-Albertpolder van 25 ha, die bij een dijkdoorbraak in 1808 onder water kwamen te staan.